# 11-клетка Балабана
11-клетка Балабана или (3-11)-клетка Балабана — это 3-регулярный граф с 112 вершинами и 168 рёбрами, названный именем румынского химика Александру Т. Балабана.
11-клетка Балабана является единственной (3-11)-клеткой. Граф открыл Балабан в 1973 году. Единственность её доказали Брендан Маккей и Венди Мирволд в 2003 году.

## Свойства
11-клетка Балабана является гамильтоновым графом и может быть построена путём удаления из 12-клетки Татта малого поддерева и получающихся в результате вершин степени два.
Граф имеет число независимости 52, хроматическое число 3, хроматический индекс 3, радиус 6, диаметр 8 и обхват 11. Он также является вершинно 3-связным и рёберно 3-связным графом.

## Алгебраические свойства
Характеристический многочлен 11-клетки Балабана равен:
{\displaystyle (x-3)x^{12}(x^{2}-6)^{5}(x^{2}-2)^{12}(x^{3}-x^{2}-4x+2)^{2}\cdot } {\displaystyle \cdot (x^{3}+x^{2}-6x-2)(x^{4}-x^{3}-6x^{2}+4x+4)^{4}(x^{5}+x^{4}-8x^{3}-6x^{2}+12x+4)^{8}}.
Группа автоморфизмов графа имеет порядок 64.

## Галерея

Хроматическое число 11-клетки Балабана равен 3.
Хроматический индекс 11-клетки Балабана равен 3.
Альтернативный рисунок 11-клетки Балабана